# 234P/LINEAR
234P/LINEAR è una cometa periodica appartenente alla famiglia delle comete gioviane scoperta l'8 febbraio 2002 dal programma di ricerca astronomica LINEAR. Inizialmente fu ritenuta un asteroide, la sua riscoperta il 11 marzo 2010 ha permesso di numerarla.
Particolarità della cometa è di avere una piccola MOID col pianeta Giove di sole 0,187 UA: questa caratteristica comporta che la cometa può passare vicino a Giove potendo così subire anche grandi alterazioni della sua orbita.